# Lista siturilor arheologice din județul Sibiu - F
Lista siturilor arheologice din județul Sibiu - F conține toate siturile arheologice din județul Sibiu înscrise în Repertoriul Arheologic Național (RAN) și aflate în localități al căror nume începe cu litera F. RAN este administrat de Ministerul Culturii și Patrimoniului Național și cuprinde date științifice, cartografice, topografice, imagini și planuri, precum și orice alte informații privitoare la zonele cu potențial arheologic, studiate sau nu, încă existente sau dispărute.
Puteți căuta un sit din localitățile care încep cu litera F folosind formularul de mai jos sau puteți naviga prin toate siturile din județ la Lista siturilor arheologice din județul Sibiu.
| Cod RAN                                 | Denumire | Localitate                                    | Adresă             | Datare            | Descoperit | Coordonate | Imagine           | Erori            |
| --------------------------------------- | --- | --------------------------------------------- | ------------------ | ----------------- | ---------- | ---------- | ----------------- | ---------------- |
| 145550.01.01 (Cod LMI: SB-II-m-B-12387) | Biserica "Sf. Nicolae" din Fântânele / ansamblu anonim (Categorie: structură de cult/religioasă) (Tip: Biserică) | localitate componentă Fântânele, oraș Săliște | str. Școlii 143    | sec. al XVIII-lea |            |            | Încărcați imagine | Raportați eroare |
| 145550.01.02 (Cod LMI: SB-II-m-B-12387) | Biserica "Sf. Nicolae" din Fântânele / ansamblu anonim (Categorie: structură de cult/religioasă) (Tip: Turn)     | localitate componentă Fântânele, oraș Săliște | str. Școlii 143    | sec. al XVIII-lea |            |            | Încărcați imagine | Raportați eroare |
| 144759.01.01 (Cod LMI: SB-II-m-B-12388) | Biserica medievală din Florești / ansamblu anonim (Categorie: structură de cult/religioasă) (Tip: Biserică)      | sat Florești, comuna Laslea                   | str. Principală 50 | sec. al XV-lea    |            |            | Încărcați imagine | Raportați eroare |
| 144759.02.01                            | Urne de epoca fierului de la Florești - Făget / ansamblu anonim (Categorie: descoperire izolată) (Tip: Urne)     | sat Florești, comuna Laslea                   | Făget              |                   |            |            | Încărcați imagine | Raportați eroare |